# (15094) Polymele
(15094) Polymele ist ein Asteroid aus der Gruppe der Trojaner. Man bezeichnet damit Asteroiden, die auf der Bahn des Jupiter um die Sonne laufen.

## Entdeckung und Benennung
Der Asteroid wurde im Rahmen des Catalina-Sky-Survey-Programms der NASA in den Santa Catalina Mountains entdeckt, das seit 1998 eigentlich zur Suche potentiell gefährlicher erdnaher Asteroiden ins Leben gerufen wurde. Das Programm wird am Mount-Lemmon-Observatorium in der Nähe von Tucson, Arizona (USA) und am Siding-Spring-Observatorium in der Nähe von Coonabarabran in New South Wales, Australien durchgeführt. Das beteiligte Astronomenteam besteht aus Stephen M. Larson (Leitung), Ed Beshore, Richard E. Hill, Richard A. Kowalski, Alex R. Gibbs, Andrea Boattini und Albert D. Grauer (USA) sowie Robert H. McNaught, Gordon J. Garradd und Donna Burton (Australien).
Polymele ist gemäß Gaius Iulius Hyginus (* um 60 v. Chr.; † nach 4 n. Chr.) nach der Gemahlin von Menoitios aus der Griechischen Mythologie benannt, mit dem sie den Krieger Patroklos zeugte, und war die Tochter des Myrmidonenkönigs Peleus.

Nach anderer Version war Polymele die Tochter von Aktor von Phthia und – noch vor Thetis – die Gemahlin von Peleus, dem sie Polydora gebar.

## Bahneigenschaften
Polymele befindet sich in der Nähe von Jupiters Lagrange-Punkt L4 und gehört damit zu der Griechischen Gruppe der Trojaner, die dem Planeten vorauseilen. Ihre Bahn verläuft zwischen 4,679 (Perihel) und 5,652 (Aphel) astronomischen Einheiten und ist knapp 13,0° gegen die Ekliptik geneigt. Die Bahnexzentrizität beträgt 0,097.
Beobachtungen der Lichtkurve des Asteroiden wiesen auf eine Rotationsperiode von annähernd 4 Stunden hin.

## Physikalische Eigenschaften
Gegenwärtig geht man von einem Durchmesser von ungefähr 21 km aus. Dieser Wert beruht auf einem angenommenen Rückstrahlvermögen von 9,1 % und einer Absoluten Helligkeit von 11,7 mag.
Polymele ist vermutlich ein Kollisionsfragment. Der Asteroid gehört zu der Klasse der P-Typ-Asteroiden und dürfte daher – wie die meisten Trojaner – eine rötliche Oberfläche aufweisen.
| Jahr                                         | Abmessungen km | Quelle        |
| -------------------------------------------- | -------------- | ------------- |
| 2019                                         | 21,075         | Mainzer u. a. |
| 2022                                         | 27,0           | Buie u. a.    |
| Die präziseste Bestimmung ist fett markiert. |                |               |

## Mond
2022 gab ein Astronomenteam die Entdeckung eines Begleiters mit dem provisorischen Namen Shaun bekannt, der etwa 5 km Durchmesser aufweist und anhand einer Sternbedeckung aufgespürt wurde. Er umkreist das gemeinsame Baryzentrum in einem mittleren Abstand von rund 200 km.
Das Polymele-System in der Übersicht:
| Komponenten                   | Physikalische Parameter | Physikalische Parameter | Physikalische Parameter | Bahnparameter        | Bahnparameter  | Bahnparameter | Bahnparameter            | Entdeckung        |
| Name                          | Durchmesser (km)        | Relativgröße (%)        | Masse (kg)              | Große Halbachse (km) | Umlaufzeit (d) | Exzentrizität | Inklination zur Ekliptik | Datum Entdeckung  |
| ----------------------------- | ----------------------- | ----------------------- | ----------------------- | -------------------- | -------------- | ------------- | ------------------------ | ----------------- |
| (15094) Polymele              | 21,075                  | 100,00                  | ?                       | –                    | –              | –             | –                        | 17. November 1999 |
| S/2022 (15094) 1 (Polymele I) | 5,0                     | 23,7                    | ?                       | 204                  | ?              | ?             | ?                        | 27. März 2022     |

## Erforschung
Nach seiner Entdeckung ließ sich Polymele auf Fotos bis ins Jahr 1951 zurückdatieren und so seine Umlaufbahn berechnen. Seither wurde der Asteroid durch verschiedene Teleskope beobachtet, insgesamt bisher 581 Mal. (Stand Februar 2017)
Im Rahmen einer Sternbedeckung durch Polymele wurde am 27. März 2022 von einem Beobachtungsteam nicht nur der Durchmesser des Trojaners zu 27 km bestimmt, es konnte auch der Begleiter nachgewiesen werden.
 Am 4. Januar 2017 wurde von der NASA die Entsendung der Raumsonde Lucy beschlossen, die am 16. Oktober 2021 gestartet ist und Polymele im September 2027 erreicht. Neben Polymele werden zwischen 2027 und 2028 ebenfalls die L4-Trojaner (3548) Eurybates, (11351) Leucus und (21900) Orus untersucht. Dann wird die Sonde ein Swing-by an der Erde durchführen, um die L5-Doppel-Trojaner (617) Patroclus und Menoetius im März 2033 zu erreichen. Das Missionsziel ist eine genauere Bestimmung der Form und Größe sowie der Rotation und der spektroskopischen Eigenschaften der genannten Asteroiden.